# Club fetitxista
Un club fetitxista és un club nocturn, un bar o qualsevol altre local d'oci, destinat a una clientela interessada en algun tipus de fetitxisme, bondage, pràctiques de dominació i submissió, o sadisme i masoquisme (pràctiques incloses en l'acrònim BDSM). Mentre alguns clubs sols són llocs de trobada de persones amb aficions comuns, d'altres compten amb instal·lacions preparades per a les seves activitats sexuals.
En aquests locals hi poden tenir lloc esdeveniments i festes per als seus socis, però oberts a persones externes a canvi d'una entrada de preu més elevat.
Les activitats dels clubs fetitxistes s'han interpretat com a "neo-burlesque, freak show, queer and body mutation styles". Els clubs fetitxistes, com el carnestoltes, representen una rejecció del punt de vista mundial "oficial".